# 宮下文書
宮下文書（みやしたもんじょ）とは、富士山の北麓、山梨県富士吉田市大明見（旧南都留郡明見村）にある北東本宮小室浅間神社（旧称・阿曽谷宮守神社）の宮司家だった宮下家に伝来した古記録・古文書の総称。「富士宮下文書」「富士古文書」「富士古文献」、また相模国の寒川神社に保管されていたと書かれていることから「寒川文書」「寒川日記」などとも称される。

## 概要

### 歴史
- 宮下文書は1883年（明治16年）に前述の宮下家で発見された[1]。1883年より以前の宮下文書の存在は、2025年現在で確認されていない[1]。

- 1921年（大正10年）6月25日には、宮下文書をもとに三輪義熈が著した概説書（ダイジェスト版）となる『神皇記』が隆文館から発行された[5][6]。1986年（昭和61年）2月に影印本である『神傳富士古文獻大成（神伝富士古文献大成）』全7巻が八幡書店から発行されている。2011年（平成23年）3月に、神奈川徐福研究会・神皇紀刊行部会から『現代語訳 神皇紀』が刊行されている。

- 延暦噴火を始めとする富士山の噴火に関して、正史に書かれていない記述が多数あることから、富士山の噴火史を埋める文献として研究されたことがある[7]。

### 偽書
- 神武天皇が現れるはるか以前の超古代、富士山麓に勃興したとされる「富士高天原王朝」に関する伝承を含み、その中核部分は中国・秦から渡来した徐福が筆録したと伝えられている[1]。だが、その信憑性については疑いがもたれており、偽書や、いわゆる古史古伝の代表例に挙げられる[1]。

- 2007年に石川博が発表した「俗文学」『山梨県史―通史編4 近世2』では、宮下文書について文体は漢語と万葉仮名を併用した記紀風のもので、筆者・成立事情は不明とされている[8]。助詞の用例や発音など言語的特徴から幕末期の成立であるとも考えられている[9]。
- 伊集院卿が2014年に出版した『富士王朝の謎と宮下文書: 日本一の霊峰に存在した幻の超古代文明に迫る!!』では、徐福がインドに行って仏教を学んだ、などという歴史的には考えにくい、誇張的な伝承も含まれていて、偽書批判は完全にかわすことはできない、と述べられている[10]。
- 2017年に神奈川徐福研究会定例会の伊藤健二が発表した『富士古文献（宮下文書）概要と真贋問題』では、「これが本当に徐福が書いた文章そのものであると考える者 は、富士古文献を支持する研究者も含めて現在ほとんどいない。理由は文体が現代文に近いし、書かれている内容も近代の知識が入り込んでいるからだ」、『使われている言葉や動詞や文法などが近代のものであるため、 学術研究の対象とはならないが、「偽書学」の立場では学術研究がなされている。なお、「偽書学」とは、偽書であることを暴くのが目的ではなく、偽書が存在するという歴史 的事実を受け止め、それがどのような精神世界を体現したものなのかがなどの背景の研究を目的としている 』と述べられている[1]。
- 2017年に出版された『偽史と奇書が描くトンデモ日本史』では、「（宮下文書に登場する）木花咲耶姫（このはなさくやひめ）が富士の火口に飛び込んで富士山の不護身となる、という印象的なエピソードについても、木花咲耶姫が富士山の神とみなされるようになったのは江戸時代初期からであり、このことからも、文書は近世以降に成立したものであるという見方が強い」と述べられている[11]。

### 宗教
- かつてオウム真理教の教祖・麻原彰晃（松本智津夫死刑囚）が富士山麓に教団本部を構えることを決めたのは、オカルト雑誌『ムー』に掲載された宮下文書特集の影響であるという説もある[12]。 『それでも心を癒したい人のための精神世界ガイドブック』（1995年太田出版）の中の対談記事の中で、宗教学者で中央大学教授（当時）の中沢新一が「麻原彰晃が上九一色村を選んでいるということは、『秀真伝（ほつまつたえ）』とか古史古伝の問題が絡んでいると思います。麻原彰晃の座右の書というのは、『虹の階梯』という本、『富士宮下文書』つまり富士超古代文明についての文章です」と述べている[6][13]。

- 2009年に設立された新興宗教「不二阿祖山太神宮」は、由緒として前述の『神皇記』を根拠としているが、不二阿祖山太神宮の創始者である渡邉政男（渡邉聖主）は東京の生まれであり、宮下文書が発見された宮下家、および北東本宮小室浅間神社とは直接の関係はない[12]。また、渡邉は、かつて存在したと宮下文書に書かれている阿祖山太神宮の宮司の後継者一族ではなく、神道の神職でもなかった[12]。

## 構成
以下の構成は『神皇記』による。
- 第一編 神皇之巻 神皇
  - 第一章 総説
  - 第二章 前紀 神祇
  - 第三章 正紀 神皇
  - 第四章 後紀 人皇
- 第二編 神宮之巻 神皇即位所
  - 第一章 総説
  - 第二章 阿祖山太神宮
  - 第三章 余論
- 第三編 宮司之巻 神皇書保存者
  - 第一章 緒言
  - 第二章 神皇書保存大宮司（正篇）
  - 第三章 神皇書複写保存大宮司（続篇）
- 第四編 徐福之巻 神皇書記録者
  - 第一章 上篇 秦徐福
  - 第二章 下篇 神皇書
- 附録系譜
  - 第一章 神代系譜（神皇紀 第一編 第二編参照）
  - 第二章 応神天皇大系譜（神皇紀 第三編参照）
  - 第三章 武内宿禰大系譜（神皇紀 第三編参照）
  - 第四章 秦徐福大系譜（神皇紀 第四編参照）
- 附録図面
  - 第一章 神代全国略図
  - 第二章 高天原附近略図
  - 第三章 高天原実景古図

## 書誌情報

### 影印本
- 神伝富士古文献編纂委員会『神傳富士古文獻大成』 全7巻、八幡書店、1986年2月21日。国立国会図書館書誌ID:000001807541。
  - 『神伝富士古文献大成』 巻之一。doi:10.11501/12750465。
  - 『神伝富士古文献大成』 巻之二。doi:10.11501/12765065。
  - 『神伝富士古文献大成』 巻之三。doi:10.11501/12750478。
  - 『神伝富士古文献大成』 巻之四。doi:10.11501/12750479。
  - 『神伝富士古文献大成』 巻之五。doi:10.11501/12750477。
  - 『神伝富士古文献大成』 巻之六。doi:10.11501/12754958。
  - 『神伝富士古文献大成』 巻之七。doi:10.11501/12750480。

### 概説書
- 三輪義熈『神皇紀』隆文館、1921年6月20日。ASIN B07WPFCQWT。doi:10.11501/965674。
- 三輪義熈『神皇紀―天皇家七千年の歴史』日本国書刊行会、1981年2月11日。doi:10.11501/12206123。
- 三輪義熈『神皇紀―富士宮下文書』歴史と現代社（新國民社発売）、1981年2月18日。doi:10.11501/12206498。
- 三輪義熈『富士古文書資料 神皇紀 附録甲斐古蹟考』八幡書店、1984年6月25日。 NCID BB28801379。
- 三輪義熈『富士古文献考証』八幡書店、1987年7月8日。ISBN 4-89350-231-X。国立国会図書館書誌ID:000002057509。
- 神奈川徐福研究会・神皇紀刊行部会『現代語訳 神皇紀―徐福が記録した日本の古代《富士古文書》』今日の話題社、2011年3月31日。ISBN 978-4-87565-602-9。

### 報告書
- 財団法人富士文庫編纂『富士文庫』 第一巻、博進館、1926年2月11日。doi:10.11501/979067。

### 研究書
- 司馬祜男『『宮下文書』の科学的検討』 全5巻、ブイツーソリューション。
  - 第1巻、2020年2月。国立国会図書館書誌ID:030585921。ISBN 978-4-86476-776-7
  - 第2巻、2020年4月。国立国会図書館書誌ID:030585924。ISBN 978-4-86476-802-3
  - 第3巻、2020年5月。国立国会図書館書誌ID:030585926。ISBN 978-4-86476-816-0
  - 第4巻、2020年6月。国立国会図書館書誌ID:030586069。ISBN 978-4-86476-835-1
  - 第5巻、2020年6月。国立国会図書館書誌ID:032626353。ISBN 978-4-86476-860-3

## 関連文献
- 神原信一郎『富士宮下文書の研究』八切止夫 校閲・補註、日本シェル出版、1982年4月15日。ISBN 4-8194-8127-4。
- 佐治芳彦『謎の宮下文書―富士高天原王朝の栄光と悲惨 日本人のルーツを明かす』徳間書店、1984年11月30日。doi:10.11501/12238285。ISBN 4-19-553011-3。
- 渡辺長義『探求 幻の富士古文献―遙かなる高天原を求めて』今日の話題社、2002年12月16日。ISBN 4-87565-526-6。
- 伊集院卿『富士王朝の謎と宮下文書』学研パブリッシング〈ムー・スーパーミステリー・ブックス〉、2014年2月20日。ISBN 978-4-05-405934-4。